# دارکوب سینه‌گندمی
دارکوب سینه‌گندمی (نام علمی: Dendrocopos macei) نام یک گونه از زیرخانواده دارکوبیان است.